# Vlădila
Vlădila è un comune della Romania di 2 105 abitanti, ubicato nel distretto di Olt, nella regione storica dell'Oltenia. 
Il comune è formato dall'unione di 3 villaggi: Frăsinet-Gară, Vlădila, Vlădila Nouă.